# Connexochiton discernibilis
Connexochiton discernibilis är en blötdjursart som beskrevs av Kaas 1991. Connexochiton discernibilis ingår i släktet Connexochiton och familjen Ischnochitonidae.
Artens utbredningsområde är Nya Kaledonien. Inga underarter finns listade i Catalogue of Life.